# Frequentieregelaar

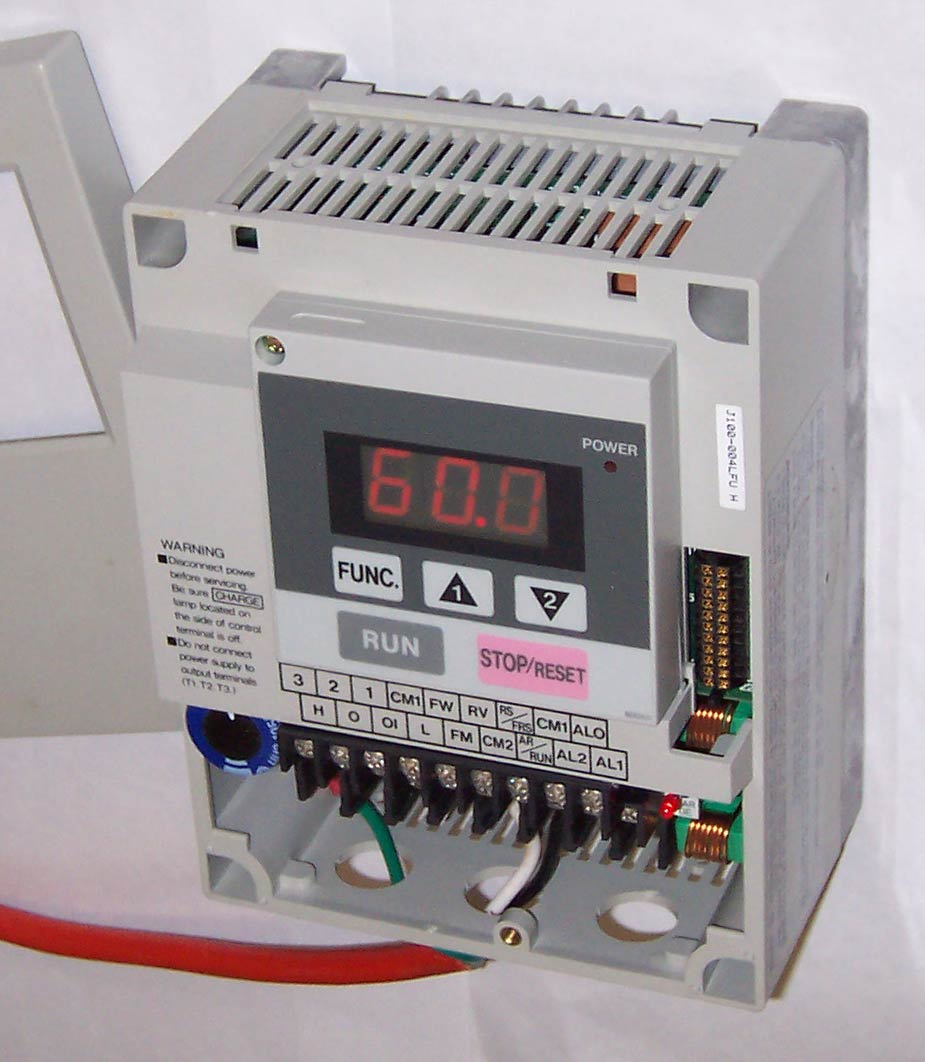
Kleine frequentieregelaar

Een frequentieregelaar of frequentieomvormer of kortweg drive in het jargon is een elektronische vermogensschakeling die in staat is de frequentie van een aangeboden voeding te veranderen terwijl de spanning mee varieert zodat het koppel behouden blijft.              
Frequentieregelaars worden meestal gebruikt om de snelheid van een driefasige asynchrone motor te regelen door de frequentie van het draaiveld te veranderen. Ook als aanloopinrichting kan de regelaar toegepast worden.
Het principe is het aanpassen van de frequentie om de snelheid te regelen:
{\displaystyle n_{\text{r}}=n_{\text{s}}\cdot (1-g)={\frac {f_{1}}{p}}\cdot (1-g)}
Daarin is:
- {\displaystyle n_{\text{r}}} de rotorsnelheid, dus de snelheid van de motoras
- {\displaystyle n_{\text{s}}} de statorveldsnelheid; deze wordt nu opgedrongen door de frequentieregelaar
- {\displaystyle g} de slip (snelheidsverschil tussen stator en rotor om koppel te produceren)
- {\displaystyle f_{1}} de nieuwe frequentie door de frequentieregelaar
- {\displaystyle p} het aantal poolparen, een constante dus (conventioneel is dit 2, bij een vierpolige motor)

De Engelse benamingen frequency converter, frequency controller of power inverter worden ook wel gebruikt. 

## Werking

Opbouw van een 3fasen frequentieregelaar

Het hart van de frequentieregelaar is een DC-AC-inverter (chopper). Dit component voorziet, door middel van het in- en uitschakelen (choppen) van de aangeboden gelijkspanning, in een pulsbreedte geregelde (PWM) uitgangs-wisselspanning. De signaalvorm van de uitgangspanning met de gewenste frequentie wordt benaderd doordat de schakelfrequentie (of modulatiefrequentie) veel hoger ligt dan de gewenste uitgangsfrequentie. Een microcontroller verzorgt het juiste pulsbreedte gemoduleerd signaal (PWM) om de vermogenschakelaars aan te sturen. De uitgangsspanning is dus een iets vervormde wisselspanning  die zonder filtering de gewenste basissinusvorm al zeer goed benadert. De nog resterende afwijkingen van de gewenste basissinusvorm bevatten echter meerdere harmonische die helaas zorgen voor een storend EMC-veld rond de drive. Dit veld kan door verschillende filters worden beperkt.
De chopper heeft als voedingsspanning een gelijkspanning nodig, hiervoor wordt de wisselspanning van de aangeboden voeding eerst gelijkgericht. In de meest eenvoudige vorm is dit een (niet-geregelde) diodebrug.
Frequentieregelaars worden aangestuurd doordat de gewenste koppel, snelheid of positie als instelwaarden aan de microcontroller worden aangeboden. De microcontroller stuurt nu de inverter (meestal IGBT's) aan zodat er een bepaalde uitgangsspanning met een bepaalde frequentie gerealiseerd wordt. 
Frequentieregelaars zijn voorhanden in verschillende aanstuurmodes, Open Loop, Closed Loop, servomotor maar bijvoorbeeld ook re-genererend, om de door remmende motoren teruggeleverde energie weer in het net terug te kunnen voeden.

### Open Loop
Een openloopregeling bestaat uit het aanbieden van een spanning en frequentie aan de motor waarop de motor zal gaan draaien overeenkomstig de aangeboden frequentie. Omdat hierbij geen terugkoppeling is, zal de motorsnelheid niet altijd exact overeenkomen met de aangeboden frequentie. Ook is in het lage frequentiegebied niet het volledige koppel aanwezig en kan dit bij toepassingen met een groot aanloopkoppel ervoor zorgen dat de machine niet in beweging komt. Deze regeling wordt gebruikt voor eenvoudige toepassingen zonder de voorwaarden van exacte snelheid/koppel.

### Closed Loop
Deze regeling gaat op dezelfde manier te werk als de openloopregeling, echter wordt met terugkoppeling van een snelheidsmeting op de motor ervoor gezorgd dat de snelheid binnen bepaalde grenzen wordt geregeld. Zo kan er een nauwkeurige snelheids- en koppelregeling worden uitgevoerd op de motor. Deze regeling wordt voornamelijk gebruikt in toepassingen waarin snelheid en/of positie precies geregeld en bewaakt moeten kunnen worden.
Een servoregeling is ook een closedloopregeling, de motoren zijn echter anders. Een moderne AC-servo heeft een magnetisch anker en is dynamischer dan een standaard draaistroommotor. Bij een cycloconverter wordt de wisselspanning niet eerst omgezet in een gelijkspanning. Dit is dus een directe omzetting.

### Eenfasefrequentieregelaars
Frequentieregelaars voor kleinere vermogens worden meestal gevoed door een netspanning van 230 Vac. Dit type frequentieregelaar zet een eenfase-ingangsspanning met een constante spanning (230 Vac) en frequentie (meestal 50 Hz) om naar bijvoorbeeld een variabele driefase-uitgangsspanning van 230 Vac met een regelbare frequentie.
Soms wordt met een eenfasefrequentieregelaar echter een regelaar bedoeld die slechts één geregelde fase heeft. Deze zijn zeldzaam en relatief duur.

### Driefasefrequentieregelaars
Frequentieregelaars voor grotere vermogens worden meestal gevoed door een netspanning van 400 VAC. Dit type frequentieregelaar zet een constante driefase-ingangsspanning van 400 VAC (meestal 50 Hz) om naar een variabele driefase-uitgangsspanning van 400 VAC met een regelbare frequentie.

## Aanloopstroom
De frequentieregelaar kan ook als aanloopinrichting fungeren. Een stilstaande motor heeft nog geen "impedantie" opgebouwd, dit betekent dat de weerstand van de motor nog minimaal is wat een zeer grote aanloopstroom (en dus een zeer groot koppel en daardoor misschien mechanische schade) zou opleveren. Om de motor toch met maximaal 1,5-2 maal de nominaalstroom aan te zetten wordt bij 0 Hz de uitgangsspanning van de regelaar minimaal gehouden. Bij het ophogen van de frequentie wordt deze spanning dan ook hoger. Dus de motor trekt, tijdens de aanloop, bij 1 Hz net zo veel stroom als bij b.v. 25 Hz. Het koppel blijft daardoor stabiel, terwijl het vermogen evenredig toeneemt met de snelheid.

## Acceleratie- en deceleratietijd
De acceleratietijd is de tijdsperiode waarin de frequentieregelaar de motor naar de gewenste frequentie (toerental) brengt. Dit staat in verhouding tot de tijd die het nodig is om van 0 naar maximaal te komen.  
De deceleratietijd is de tijdsperiode waarin de frequentieregelaar de motor tot 0 Hz (stilstand) brengt. Hierbij geldt: hoe langer de uitlooptijd, hoe langzamer de frequentieregelaar terugregelt tot 0 Hz. 
Bij systemen waarbij zware lasten aan de motor verbonden zijn, is het verstandig een lange acceleratie/deceleratietijd in te stellen. Wanneer de acceleratietijd niet lang genoeg blijkt, zal de frequentieregelaar overstuurd/oververhit kunnen raken en dit zal uitschakeling tot gevolg hebben. Wanneer de deceleratietijd niet lang genoeg blijkt, zal de motor gaan functioneren als generator. Dit zal resulteren in het terugleveren van energie aan de frequentieregelaar, wat kan resulteren in een uitschakeling. Bij de meeste frequentieregelaars is het mogelijk een remweerstand aan te sluiten, waardoor de teruggeleverde energie omgezet kan worden in thermische energie. Een frequentieregelaar kan een motor ook gewoon laten uitdraaien.

## Koeling
Doordat ventilatoren op elektromotoren berekend zijn op een nominaal-toerental van 50 Hz, verschaffen zij niet genoeg koeling als de motor met een lagere frequentie draait. Het kan dan nodig zijn externe koeling aan te brengen. Motoren die geregeld worden in een closed loop, worden meestal van een geforceerde koeling en temperatuursensor voorzien. Ook kan er gekoeld worden door middel van waterkoeling.

## Stroombegrenzing
De frequentieomvormer is begrensd tot een nominaal leverbare actieve stroom (en dus ook nominaal koppel). Hij kan wel kortstondig (maximaal enkele seconden) de motor met een hogere actieve stroom belasten. Door de grote thermische traagheid van de motor (het duurt even om de spoelen op te warmen) is dit geen probleem.

## Veldbehoud
Bij de studie van frequentieomvormers moet men volgende formule steeds in acht nemen:
{\displaystyle \varPhi \sim {\frac {U_{1}}{f_{1}}}}
Daarin is:
- {\displaystyle \varPhi } de magnetische flux in weber (Wb)
- {\displaystyle U_{1}} de spanning in volt geleverd door de frequentieregelaar
- {\displaystyle f_{1}} de frequentie in hertz geleverd door de frequentieregelaar

Als de snelheid verlaagd moet worden, moet (zoals in de inleiding gezien is) de frequentie worden verlaagd. In de formule is te zien dat {\displaystyle \varPhi } dan zal veranderen. Dit resulteert in een onnodig hoger koppel en meer magnetische verliezen. Om dit te vermijden, wordt {\displaystyle \varPhi } constant gehouden door de spanning te verlagen.

## Veldverzwakking
Uit dezelfde formule als hiervoor is ook in te schatten wat er gebeurt bij het verhogen van de snelheid. De frequentie blijft boven de nominale frequentie (Europa: 50 Hz). Met andere woorden: de motor moet sneller draaien dan de snelheid waarvoor hij ontworpen is. Dit is mogelijk met de frequentieregelaar, maar bij verhoging van de frequentie zal de nominale spanning ook moeten stijgen. Het is echter onmogelijk om de nominale spanning te verhogen. Als gevolg daarvan spreekt men daardoor van veldverzwakking (en dus lager koppel).
Onderstaande formule zal dit nog meer verduidelijken:
{\displaystyle P_{\text{em,max}}\cong P_{\text{el,max}}=3\cdot U_{\text{nom}}\cdot I_{\text{nom}}\cdot \cos \varphi }
Voor zover de arbeidsfactor ({\displaystyle cos\varphi }) constant is, stelt dit een constant vermogen voor dat in ons geval nominaal (maximaal) is. Het maximaal koppel dat de motor kan leveren bij veldverzwakking zal dus omgekeerd evenredig met het toerental afnemen (boven de nominale frequentie). Want: {\displaystyle P_{\text{em,max}}=T_{\text{em,max}}\cdot \omega }
Daarbij is:
- {\displaystyle P_{\text{em,max}}} een constante
- {\displaystyle \omega } de hoeksnelheid, dus evenredig met de motorsnelheid {\displaystyle n_{\mathrm {r} }}
- {\displaystyle T_{\text{em,max}}} het maximaal leverbare elektromechanische koppel

Deze formule is dus als volgt te interpreteren in veldverzwakking:
{\displaystyle T_{\text{em,max}}\sim {\frac {1}{\omega }}}
Besluit: veldverzwakking laat toe om het werkingsgebied gevoelig uit te breiden boven het nominale. In dit gebied is echter het koppel begrensd met een curve omgekeerd evenredig met de draaisnelheid.

## Vierkwadrantenbedrijf

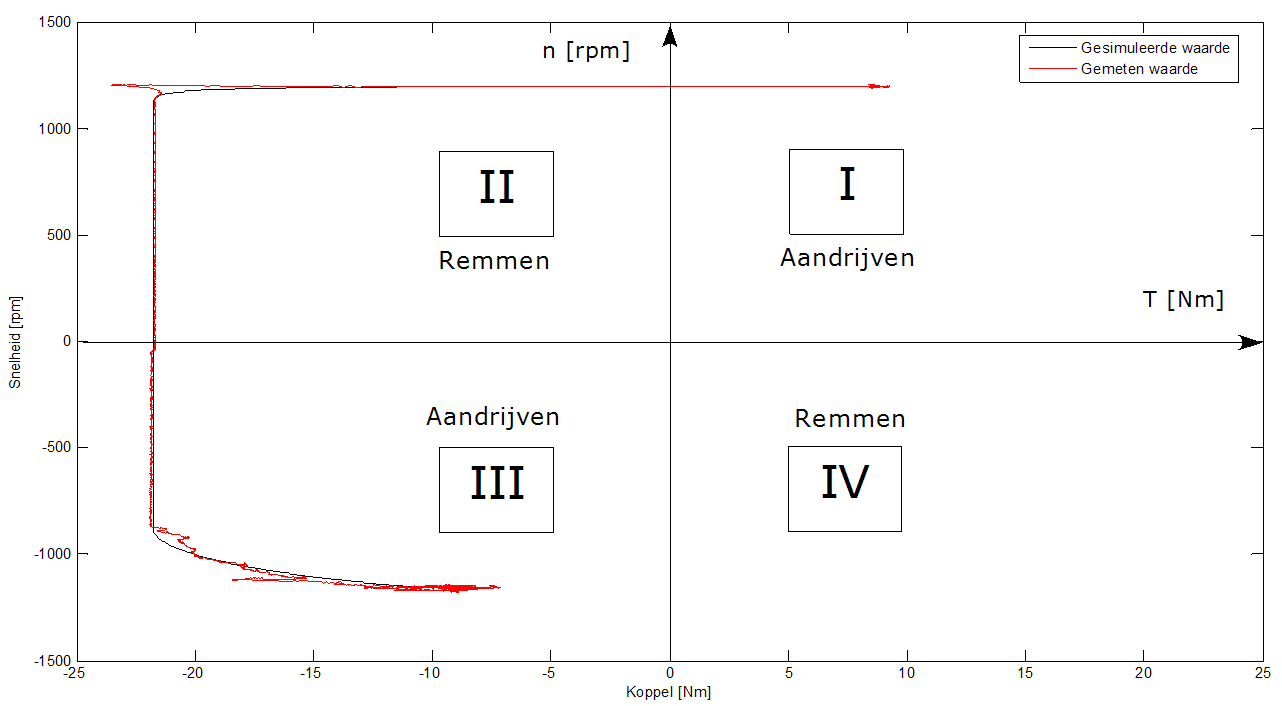
Opgemeten vierkwadrantenvoorstelling van een frequentieregelaar die een machine aandrijft en plots moet omschakelen van een snelheid van 1200 tot -1200 toeren per minuut

Voor speciale toepassingen kunnen frequentieomvormers ook voor 'vierkwadrantenbedrijf' gemaakt worden, hierbij kan de normaal aangedreven motor ook elektrisch afgeremd worden en daarbij energie aan het net terugleveren. Bij vierkwandrantenbedrijf kan dit in beide draairichtingen gebeuren. Dit terugleveren kan echter niet als de regelaar via een gelijkrichter op de netspanning is aangesloten: de gelijkrichter dient te worden vervangen door hetzelfde type een inverter schakeling als waarmee de motor wordt aangestuurd. Anders moet een remweerstand worden toegepast, waarin de motorenergie kan worden gedissipeerd.
In dit voorbeeld gebeurt energieteruglevering in het tweede kwadrant. Daar is het koppel negatief en de snelheid positief. Dit resulteert in negatief vermogen en dus terugleveren van energie aan het wisselspanningsnet of aan een remweerstand (zie de formule voor vermogen). De frequentieregelaar eindigt zijn regeling in het punt dat overeenkomt met de gewenste snelheid in het derde kwadrant (negatief koppel en snelheid resulteert in positief vermogen).

### Toepassingen
Frequentieregelaars worden gebruikt voor elektrische aandrijvingen als men het verloop van de snelheid precies wil regelen, zoals bij:
- hijsinstallaties
- pompen
- roerwerken
- transportbanden
- ventilatoren
- wikkelapplicaties
- elektrische tractie bij treinen
- Compressoren

en verder bij veel hout/metaalbewerkingsapparatuur waarbij de snelheid variabel moet zijn voor verschillende materialen, zoals kolomboormachines, draaibanken en freesbanken. Frequentieregelaars worden ook ingezet om energie te besparen, bijvoorbeeld bij ventilatoren. Ook om mechanische belastingen tot een aanvaardbaar niveau te beperken worden er soms frequentieregelaars gebruikt.
Een belangrijk toepassingsgebied voor frequentieregelaars is de scheepvaart. Het is relatief eenvoudig om zo het geleverde vermogen van een thruster te regelen.

## Wikkelapplicatie
Om bijvoorbeeld draad op te rollen is het belangrijk dat er met een constante trekkracht getrokken wordt, zodat de draad niet breekt. Als de wikkelrol een constante omwentelingssnelheid zou hebben, zou de draad steeds harder aangetrokken worden, omdat de straal van de opgerolde draad groter wordt. Daardoor zou ook de spanning op de draad toenemen. Hetzelfde geldt voor het wikkelen van bijvoorbeeld rollen met staalplaat. Als hierbij de spanning niet goed geregeld wordt, gaan de rollen tijdens het wikkelen scheeflopen of kunnen er andere problemen ontstaan.
Om dit te voorkomen is de frequentieregelaar uitgerust met een koppelregeling, zodat de trekkracht in het product precies geregeld kan worden. Hiervoor is ook noodzakelijk dat de diameter van het te wikkelen product precies bekend is, door bijvoorbeeld meting of berekening.